# Путин. Война
„Путин. Война“ е доклад, подготвян от руския опозиционен политик Борис Немцов. След убийството му на 27 февруари 2015 г. партийните му колеги от РПР-ПАРНАС, движение „Солидарност“ и опозиционни журналисти продължават работата по него. Докладът съдържа твърдения за руската намеса в украинската политика и използването на руските въоръжени сили в анексирането на Крим и във войната в източната част на Украйна и дава приблизителна оценка на броя на жертвите и загубите на руската икономика. Представянето му се състои на 12 май 2015. Същевременно е обявено, че отпечатването му ще се случи с краудфъндинг.

## Структура и съдържание на доклада
Епиграфът на доклада е публикуван в профила на Борис Немцов във Фейсбук на 31 януари 2015 г. :
„Задачата на опозицията днес – просвещение и истина,
А истината е, че Путин – това е война и криза“
(Задача оппозиции сейчас – просвещение и правда.
А правда в том, что Путин – это война и кризис.)
Докладът се състои от предговор, 11 кратки глави и заключение с дължина 65 широкоформатни страници с 46 цветни снимки и 8 графики.
1. Защо Путин се нуждае от тази война
2. Лъжи и пропаганда
3. Как превзеха Крим
4. Руската армия в източната част на Украйна
5. Доброволци или наемници
6. Груз 200
7. Военен магазин на Владимир Путин (Военторг Владимира Путина)
8. Кой свали Боинга
9. Кой управлява Донбас
10. Хуманитарната катастрофа
11. Колко струва войната с Украйна

Освен това докладът включва информация за броя на руските военнослужещи, загинали в Украйна, дадена на Немцов от техни роднини.
Обхванати са събитията от началото на Евромайдан, когато, според авторите, е разработен план за „връщане на Крим“, до началото на 2015 г.

## Автори
След убийството на Немцов сътрудниците му решават да продължат подготовката на документа в негова памет. Авторският екип е оглавен от члена на политическия съвет на РПР-ПАРНАС Иля Яшин.
По текста работят представители на руската опозиция – икономистът Сергей Алексашенко, бившият руски вицепремиер Алфред Кох, журналистите Айдер Муджабаев, Олег Кашин и Екатерина Винокурова, членовете на политическия съвет на РПР-ПАРНАС Иля Яшин и Леонид Мартинюк, както и изпълнителният директор на партията Олга Шорин. Като редактори на изданието са посочени Иля Яшин и Олга Шорин. В края на доклада авторите изразяват благодарността си към 13 журналисти, активисти на гражданското общество и общественици за помощта им в изготвянето на доклада.
По думите на Яшин са публикувани само материали, които са 100% сигурни. .

## Представяне на доклада
Докладът е представен на 12 май 2015 в московския централен офис на РПР-ПАРНАС. Презентират го бившяит руски премиер Михаил Касянов, изпълнителната директорка на РПР-ПАРНАС Олга Шорина и членът на политическия съвет на РПР-ПАРНАС Иля Яшин.
Събитието е отразено в руската (предимно опозиционна) и световната преса. 

## Отпечатване
В продължение на седмици преди представянето на доклада 14 издателства, включително едно, което е публикувало по-ранни доклади на Немцов, отказват да го публикуват. Отпечатан е в минимален тираж от 2000 екземпляра без договор в печатница, която запазва анонимност. .
На датата на представянето докладът е разпространен и в електронен вариант на уебсайта www.putin-itogi.ru/, на който са представени и други доклади на Немцов. В същия ден срещу уебсайта е направена DDoS атака. 